# Centrodera decolorata
Centrodera decolorata is een keversoort uit de familie boktorren (Cerambycidae). De wetenschappelijke naam van de soort is voor het eerst geldig gepubliceerd in 1838 door Harris.